# 神威號列車
神威（日语： Kamui ?）、丁香（日语： Rairakku ?）是由北海道旅客鐵道（JR北海道）營運，往返於札幌站與旭川站之間的特急列車。
此外，本條目同時記載其前身「超級神威號」（スーパーカムイ，Super Kamui）、（舊）「丁香號」、「超級白箭號」（スーパーホワイトアロー，Super White Arrow）以及其他連接道央都市之間的優等列車之歷史。

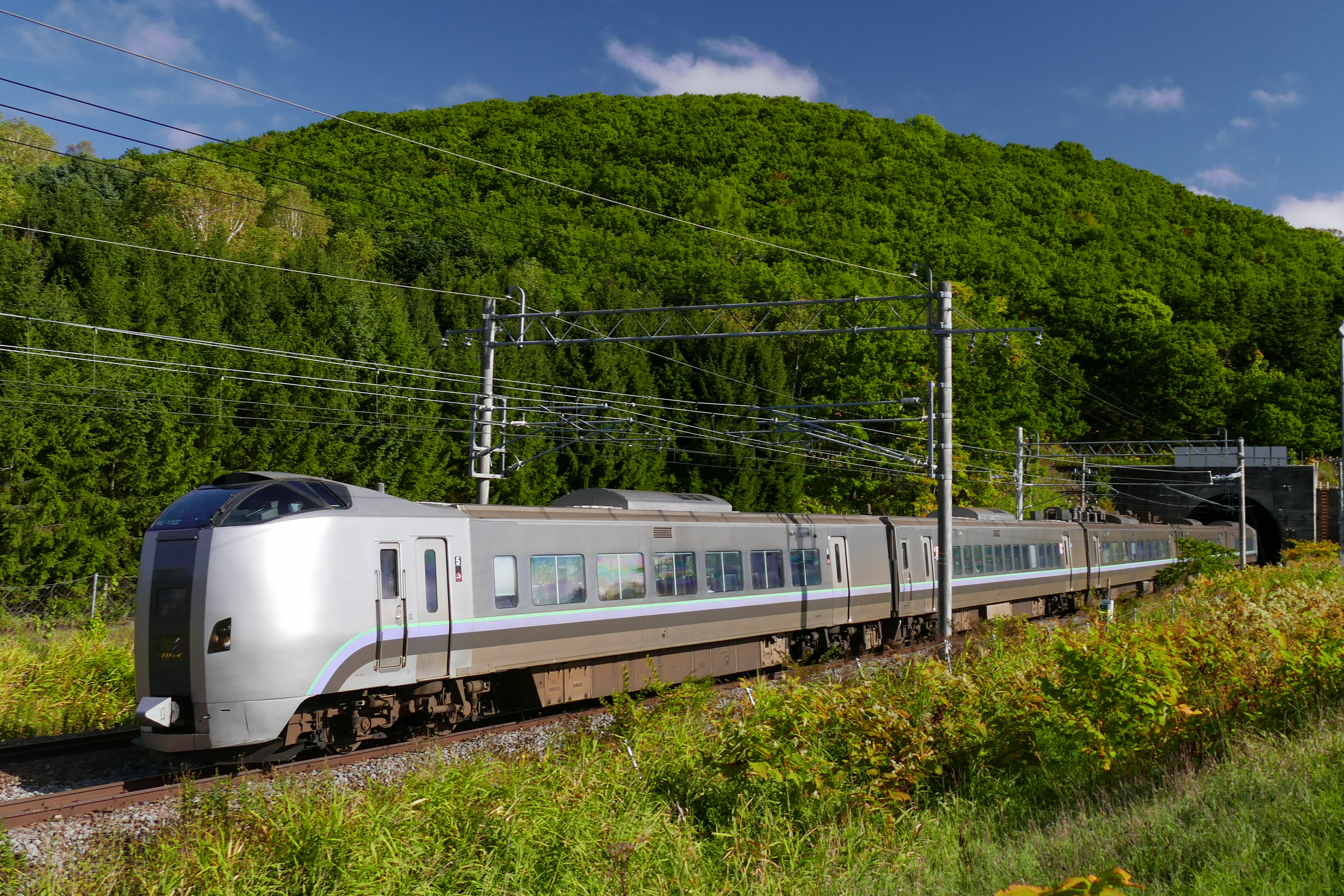
函館本線上的JR 789系1000番台特急列車「神威」（2021年9月）

## 概要
現行的特急「神威號」、「丁香號」系統在2017年3月開始运行。在之前，列車以L特急「超級神威號」之名營運。行駛時最高速度為120km/h，札幌與旭川之間的距離136.8公里，所需時間最快為1小時25分鐘，表定速度為96.6km/h。
在2017年3月4日運行圖調整後，札幌至旭川的特急列車使用「神威」、「丁香」2個名称來運行。2個名称的差異在於使用車輛和車内設備。使用789系0番台（6輛編成、附設綠色車廂）的列車稱爲「丁香」；使用789系1000番台（5輛編成、只有普通車廂、附設u-seat指定席車廂）之列車則名爲「神威」。
札幌至旭川間與北海道中央巴士等運行的高速巴士「高速旭川号」競爭，是故JR北海道亦不時販賣特價車票吸引顧客。

### 列車名的由来
「神威」之名來自北海道原住民阿伊努人的語言阿伊努語中對高等神祇的稱呼，有崇高的意味。並把之前沿用的名稱中「超級」兩字減省而成。
「丁香」是札幌市的市木，此名源於植物紫丁香。此名稱亦曾在「超級神威號」2007年開始運行前使用（詳見下文）。

## 運行概況
在2017年3月4日運行圖調整後，「神威號」、「丁香號」1日合共在札幌站至旭川站間運行24對往返列車。。兩種列車并非交互發車，而是把座位數較多、設有綠色車廂的班次從「神威號」分拆出來，獨立定名爲「丁香」。
札幌駅站與旭川站間除了「神威」、「丁香」外，另有直通石北本線的特急「鄂霍茨克」（2對往返）和直通宗谷本線的特急「宗谷」（1對往返），合計起來毎小時有2班（日間一部分時間和朝早、夜間等非繁忙時間爲每小時1班）特急列車運行。札幌站、旭川站在每日08:30起發車的列車，發車時間均統一爲每小時正或30分。
日間的4對「丁香號」在旭川站分別與開往稚内站的特急「佐呂別」2個往返班次和開往網走站的特急「大雪」2個往返班次實施同月台對面換乘。

### 停車站
札幌站 - 岩見澤站 - 美唄站 - 砂川站 - 瀧川站 - 深川站 - 旭川站

### 使用車輛
「神威號」及「丁香號」列車均使用屬於札幌運輸所的特急形電動列車行駛。使用車輛和編組視乎列車名称而異。全列車禁煙。
- 789系电力动车组1000番台
行駛特急「神威」。爲2007年10月1日L特急「超級神威號」登場時導入的車輛。
不設綠色車廂，只有普通車的5輛編組。1-3和5号車爲自由席；4号車爲指定席「u-seat」，設備比自由席車廂高級，如全席設充電插座。[3]。

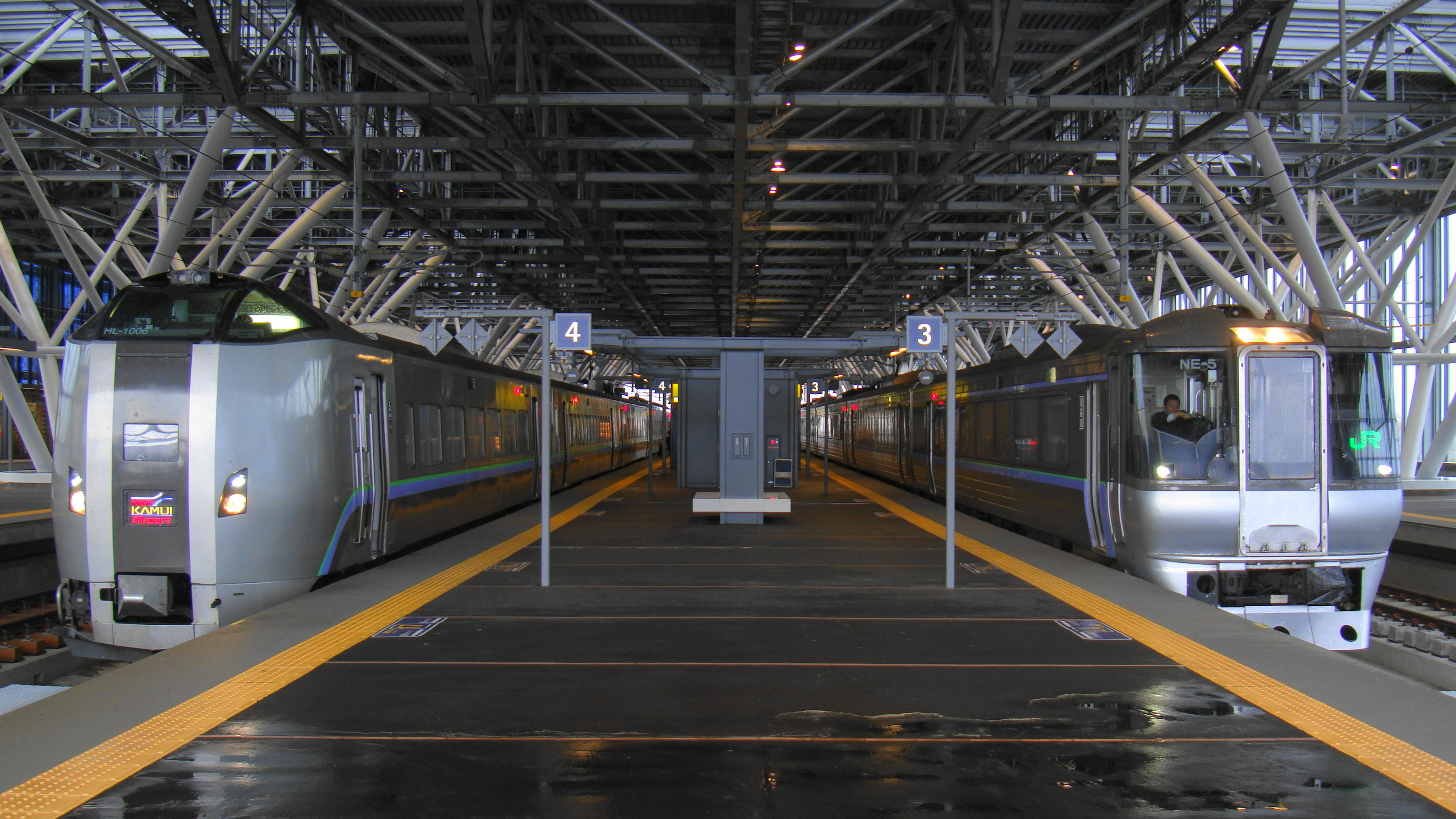
在旭川站的789系1000番台(左)
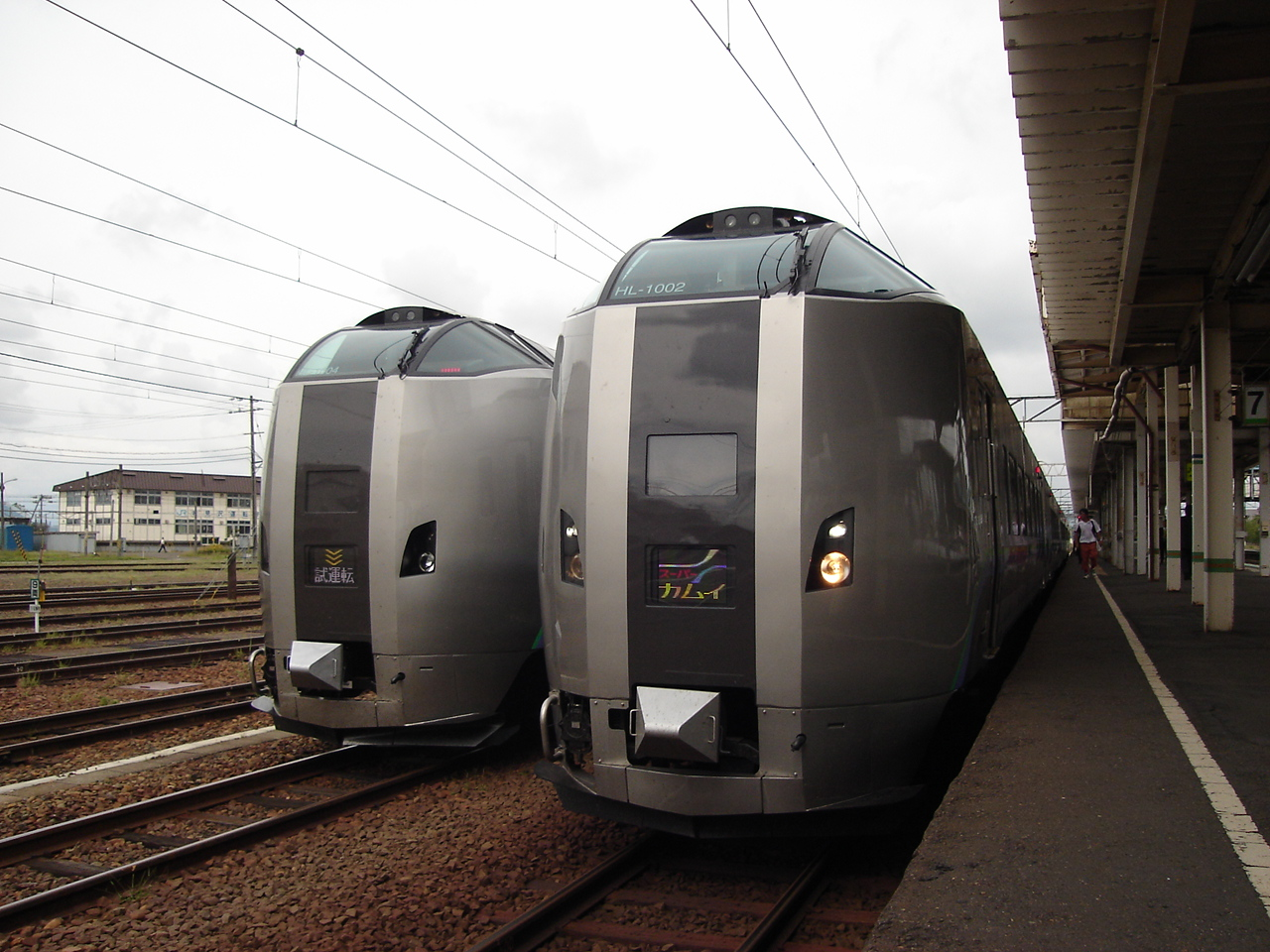
789系1000番台
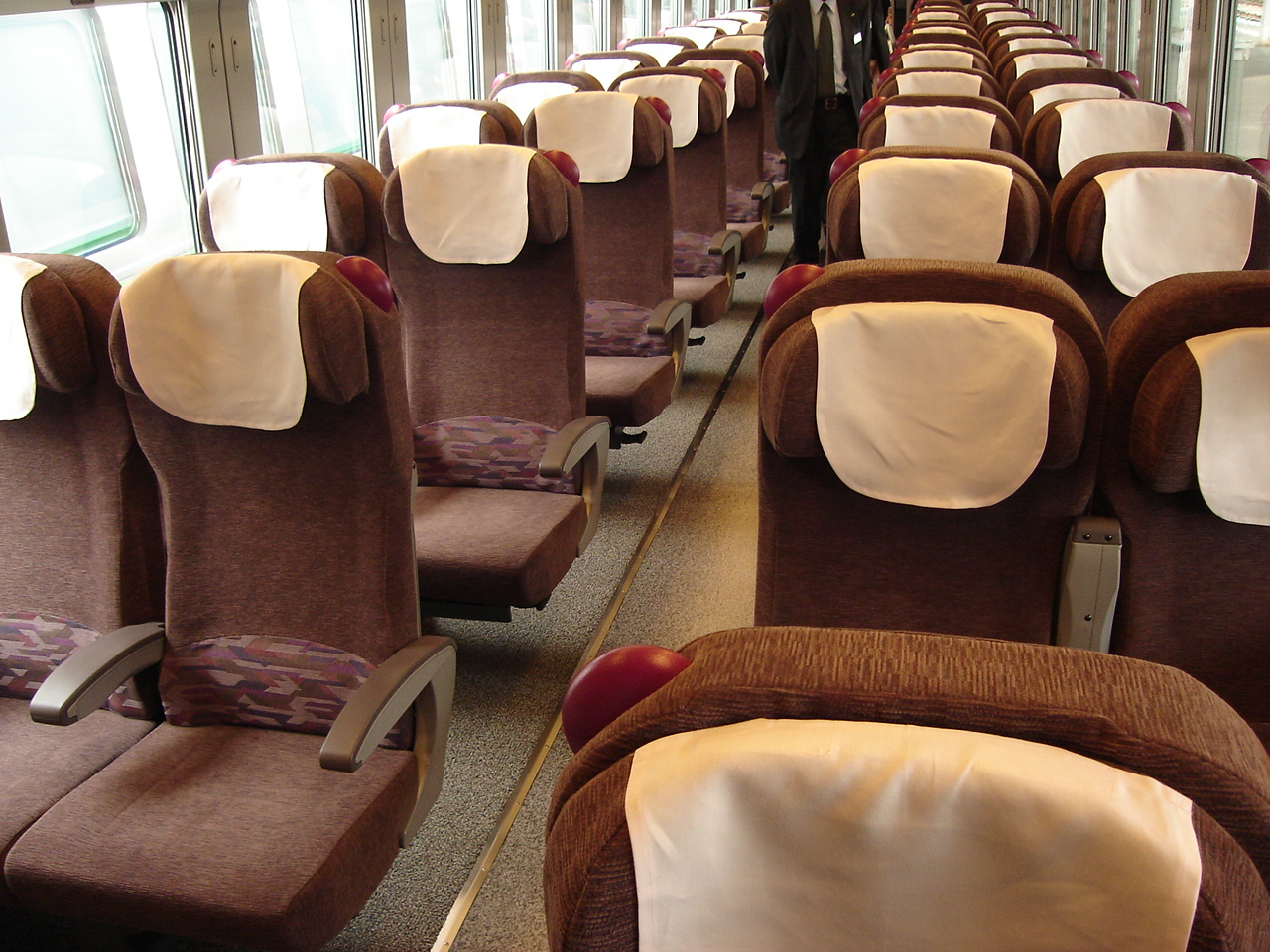
789系1000番台指定席（u-Seat）車内

- 789系电力动车组0番台
行駛特急「丁香」。[5]。
6輛編組；1号車的旭川方向的半節車廂爲綠色車廂指定席，另外半節和2號車爲普通車指定席。[3]。普通車的指定席、自由席設備規格一樣，1号車不論座席等級，均在窗側座位設充電插座。

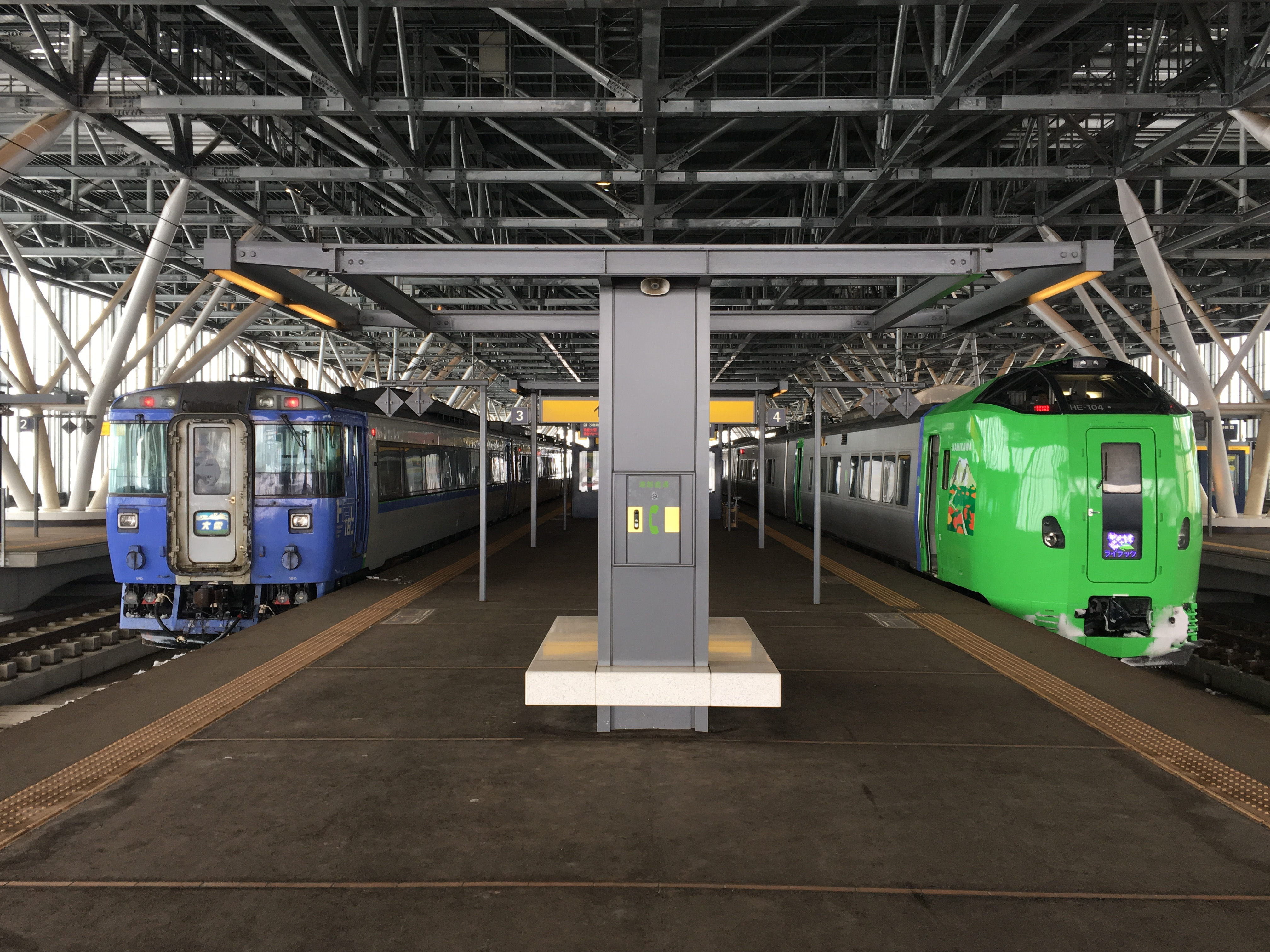
在旭川站的789系0番台(右)
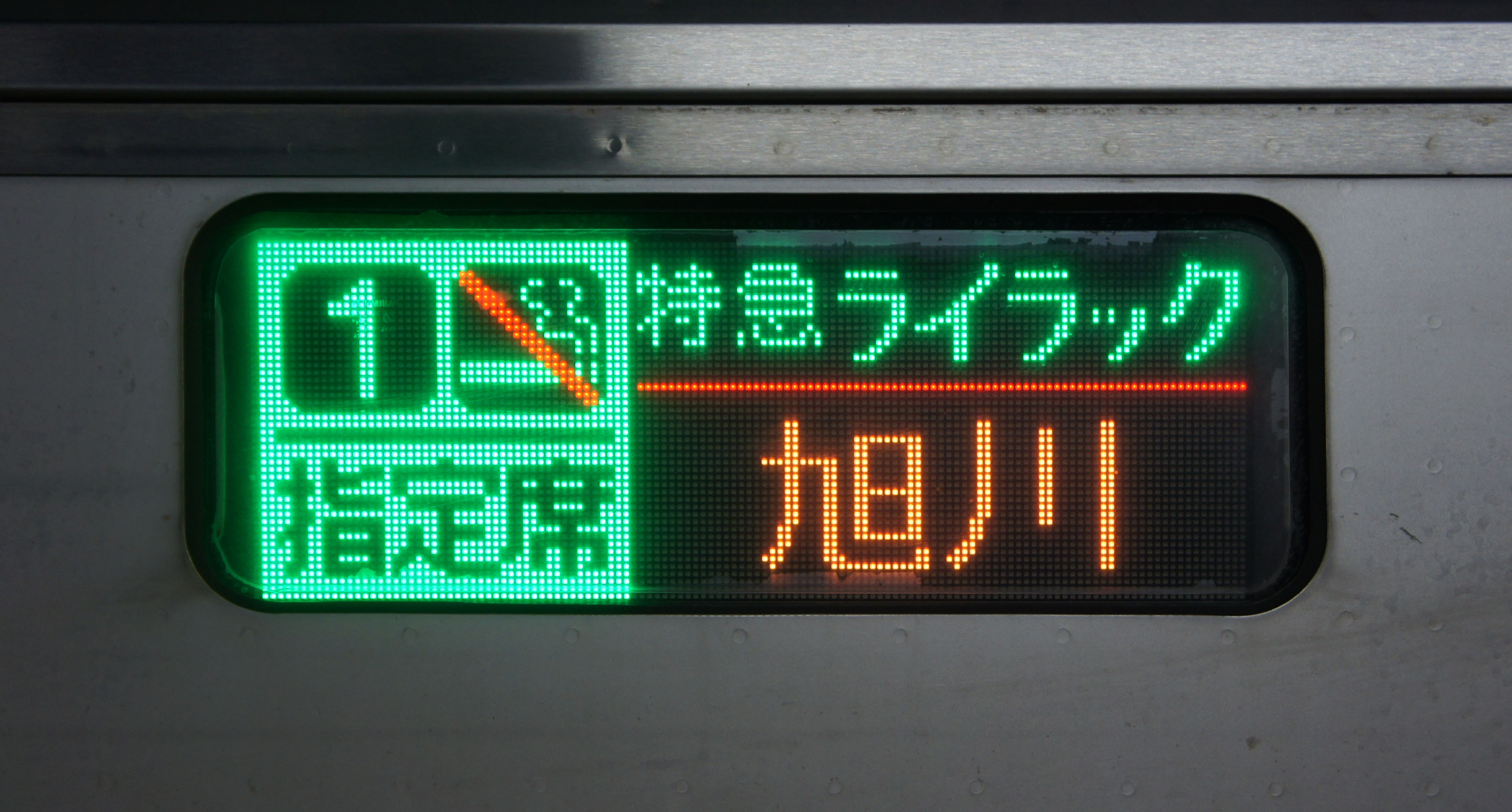
789系0番台 「丁香號」方向幕（日語）
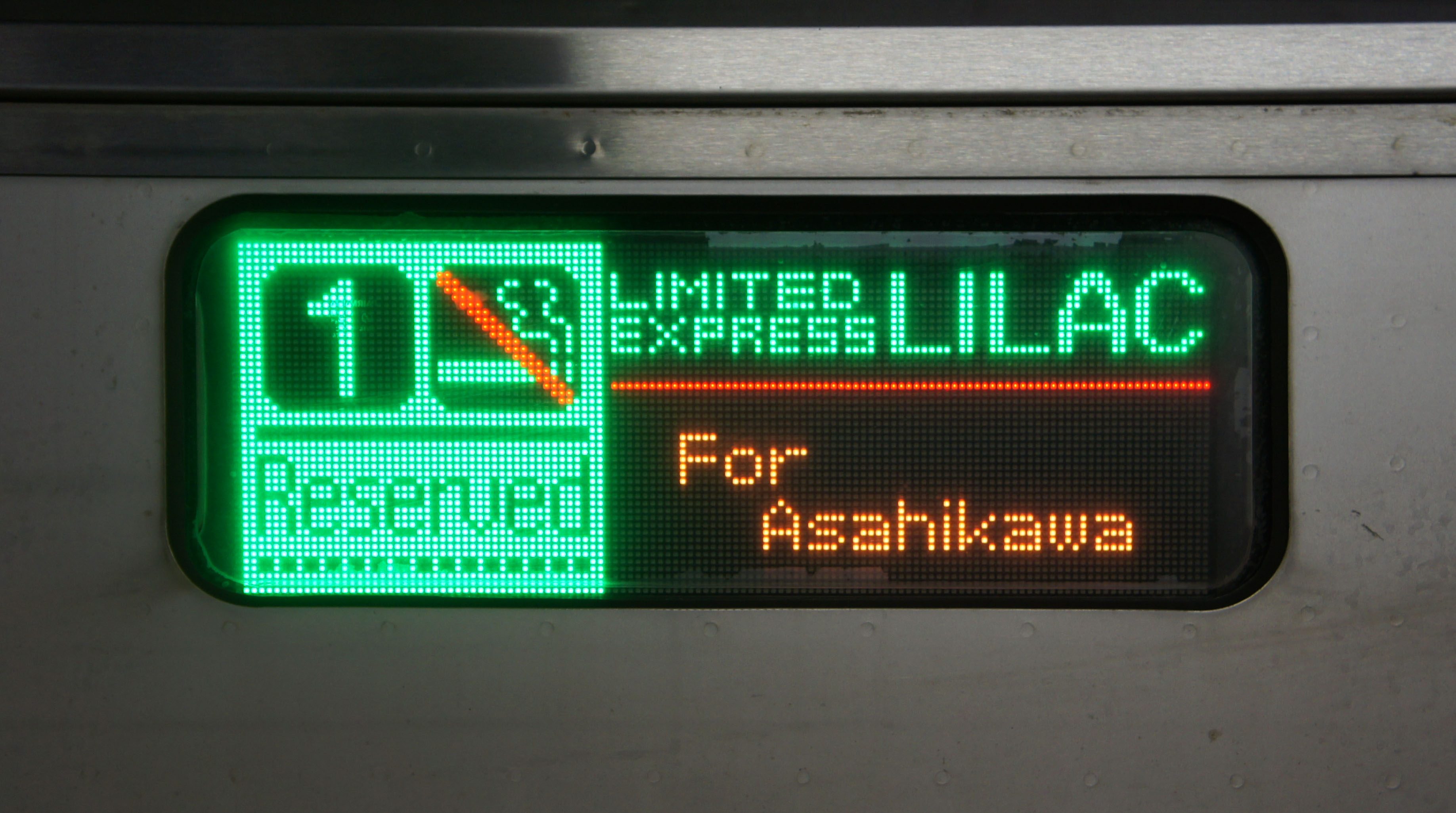
789系0番台 「丁香號」方向幕（英語）

### 爭議
2017年3月4日時刻表改正，因應785系退出「超級神威」，便從道南引入789系0番台取代785系的班次，佔全日24班中的14班，超過一半。卻沒有為指定席列車提供u-seat，造成降級現象，付530日圓特急附加費卻換來只與自由席相同級數的服務，變相強迫乘客使用只設15座位並繳付比指定席附加費高出約1倍費用的綠色車廂以享用舒適服務。現時只有261系「宗谷」、789系「丁香」與785·789系「鈴蘭」3號車仍然提供只有自由席質素的指定席列車。

## 臨時列車

### 旭山動物園號
由於在旭川市旭山動物園的行動展示令人注目，入場人數增加。為了運載更多外來的遊客，JR北海道在成立20周年紀念中就設立臨時特急「旭山動物園號」班次，在2007年4月28日開始營運，行走札幌站與旭川站之間。在暑假與寒假的星期六日行走。兩站行走所需時間中，下行列車為1小時37分鐘，上行列車為1小時41分鐘（2010年12月至現在）。

#### 停車站
札幌站 - 岩見澤站 - 瀧川站 - 旭川站

#### 使用列車、編組圖
「旭山動物園號」會使用專用列車，列車車身是由阿部弘士設計，使用Kiha183系柴油動車組4卡編組至5卡編組（當初為4卡編組，後來才增加「狼號」一卡），每卡車廂都以不同的動物來作主題。在部分時間，第2至4號車其中一卡會除去，變成4卡編組營運。
1號車「北極熊號」是Mogumogu區（自由空間），那卡是來自「大空號列車」的部分列車改裝而成。部分的座位變成一些動物的造型。

#### 擔當車掌區
上下行都是由札幌車掌所的員工來負責駕駛列車。

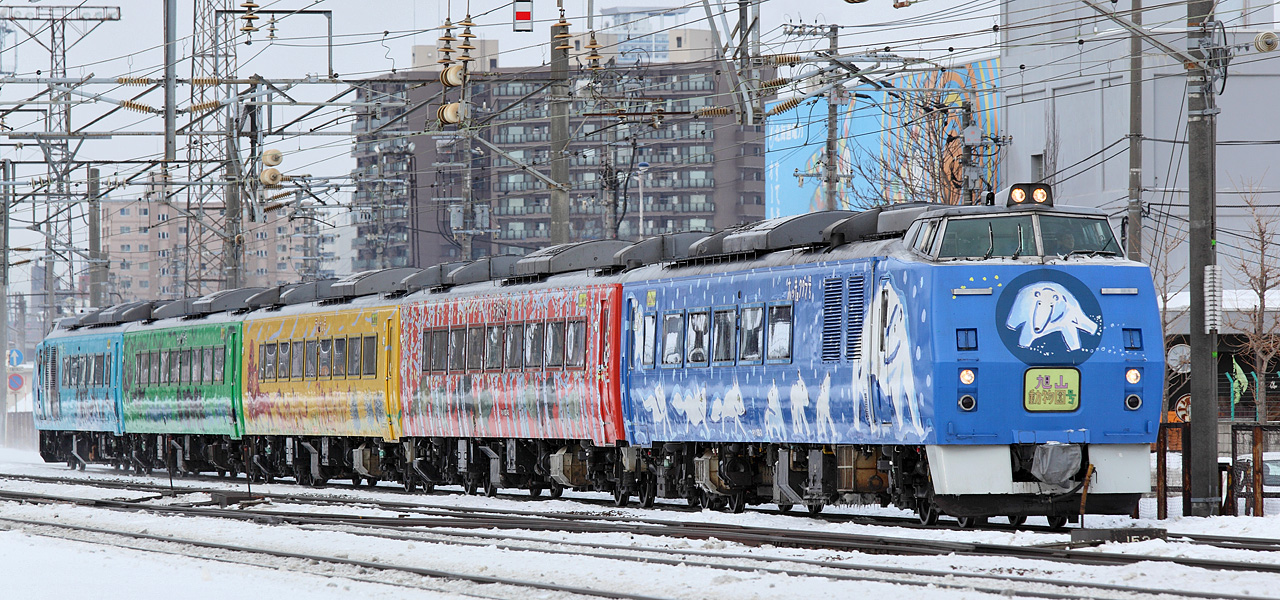
臨時特急「旭山動物園號」开往旭川（2010年2月）
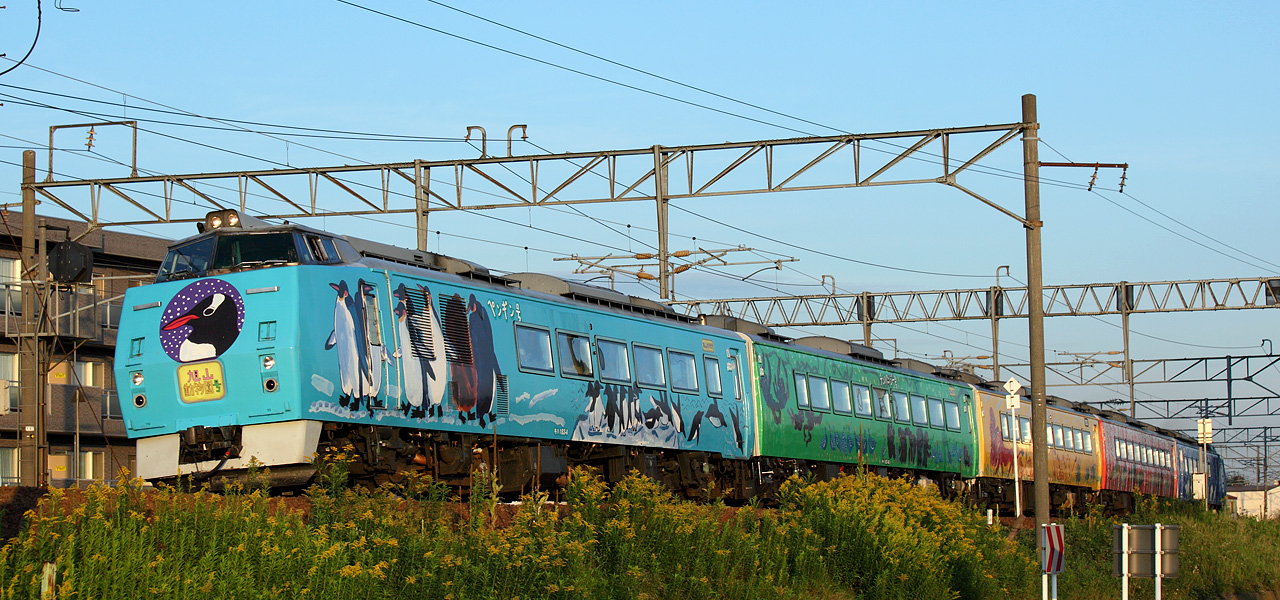
同 开往札幌（2010年8月）

### 富良野薰衣草快速
該列車是1999年開始來往札幌站與富良野站，途經瀧川站。行車時間為約2小時的臨時特急列車。「富良野薰衣草快速」是在夏天時運行，當時是薰衣草盛開的季節。2015年以前往返各3班，之後減為2往復，2020年減為1往復。過去有「富良野紅葉快速」和「富良野滑雪快速」在秋天、冬季行駛，但現時已經停運。
列車有時會使用「旭山動物園號」的列車代行。此外也會使用特急「富良野號」列車來運行。

#### 停車站
札幌站 - 岩見澤站 - 瀧川站 - 蘆別站 - 富良野站

#### 擔當車掌區
上下行都是由札幌車掌所、旭川車掌所的員工來負責駕駛列車。

## 過去的列車

### 超級白箭號
L特急「超級白箭號」列車是行走札幌與旭川站之間的列車，在1986年3月開始營運，在2007年10月1日，與「丁香號」合併，成為「超級神威號」。
在開始營運時，已經有「白箭號」，行走千歲機場站（現時為南千歲站）/札幌站與旭川站之間，在1990年9月，隨著新型車輛加入服務，更快的速度使方便性與舒適性提升，最後「白箭號」改名為「超級白箭號」，變成行走札幌與旭川站之間。
在列車名稱方面，「超級白箭號」中，由於列車是不停站/直行班次，就以箭的英文「Arrow」與雪的白色的英文「White」組合而成的新詞，再加上超級更快的班次。
在停運前，札幌站與旭川站之間1日往返各17班，當中往返各11班是直通班次，在札幌站轉為快速「機場號」往來新千歲空港站。停車站與超級神威號相同。

#### 使用列車、編組圖
「超級白箭號」是使用785系營運，與超級神威號一樣由自由席車廂4卡與指定席車廂1卡，共5卡編組運輸。在5卡編組的時代，指定席是名為「u Seat」。當初，列車是以4卡編組或6卡編組運營。在4卡編組時，普通車指定席會只佔半個車廂、在6卡編組時，普通車指定席就會佔1卡。
如果785系不能運行時，就會使用781系代行。而在車頭的列車名稱中，就會使用「白箭號」的牌子，而在牌中一個角位寫上「超級」兩字。

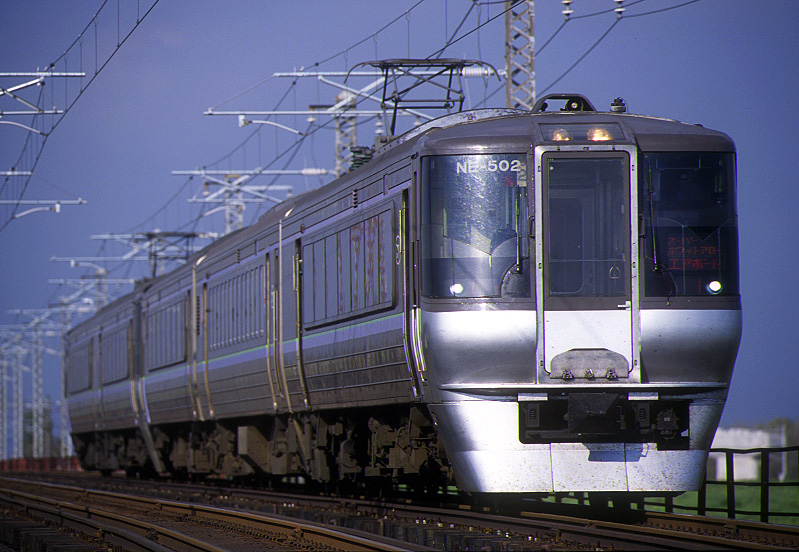
超級白箭號 （2002年10月4日 江別站與豐幌站之間）

### （舊）丁香號
L特急「丁香號」，是在1980年10月1日，室蘭本線/千歲線室蘭站至白石站之間的電氣化完成後，以及千歲空港站（現在：南千歲站）開業，和經過時間表修正後設立，用來取代特急「石狩號」，行走室蘭站與旭川駅之間（經札幌站）的列車。在2007年10月1日，與「超級白箭」合併，成為「超級神威號」。
在1984年2月1日，急行「神威」與「名寄」列入至丁香號班次、在1990年9月1日，急行「空知」列入至丁香號班次。在1998年4月，臨時特急「早上快速」列入至丁香號班次。
在1992年7月1日，新千歲機場站啟用後，行走新千歲空港站/札幌站至旭川站之間的「丁香號」與行走室蘭站與札幌站之間的「鈴蘭號」分離，那時「丁香號」每日每方向開出10班，與來往新千歲機場站與札幌站之間的快速「機場號」共同行走，在2002年3月，丁香號不再進入新千歲機場站，由「超級白箭號」代替，「丁香號」就只行走札幌站與旭川站之間。
列車名稱「丁香」，是由於札幌市內，沿線地帶都有丁香樹而命名。
在停運前，札幌站與旭川站之間1日往返各11班。停車站與超級神威號相同。

#### 使用車輛、編組
「丁香號」是使用781系，基本上是由4卡編組，由自由席（1 - 3號車與半個4號車）與指定席（半個4號車）共同編成，在多乘客期間，會增加車廂。

### 超級神威號
L特急「超級神威號」在2007年10月開始运行。在之前，线路由特急「超級白箭號」及特急「丁香號」2種優等列車營運。行駛時最高速度為130km/h，札幌與旭川之間的距離136.8公里，所需時間最快為1小時20分鐘，表定速度為102.6km/h。
列車名稱來自之前的急行列車「神威號」，因為該列車在營運期間的成績非常好，而考慮再次使用此名字。此外，神威是阿伊努語中對高等神祇的稱呼，有崇高的意味。由於此列車是使用高速特急車輛，所以就加上「超級」兩字。此名稱是由公開徵名而來。
隨著2017年3月4日JR運行圖調整，特急「超級神威號」停運，並重編爲「神威號」和「丁香號」。

#### 運行概況
行駛札幌站與旭川站之間的超級神威號往返各24班。其中往返各12班都是進行直通運行，在札幌站轉為快速「機場號」列車，來往新千歲機場。「機場號」直通班次在日中與夜間時段中，約1小時一班，所以，來往旭川與新千歲機場經札幌的列車是每1小時一班，而來往札幌與旭川之間則每30分鐘一班。在部分時間段，班次會較疏至每1.5小時一班，這是由於有其他的特急列車行駛，包括「鄂霍次克號」、「超級宗谷號」與「佐呂別號」。在2008年3月15日時間表改正後，在朝早與夜間的列車中，札幌與旭川之間的特急列車是在每1小時一班。在2010年12月4日時間表改正後，正午前後的班次減少至每1小時一班。
在直通班次中，兩方向列車進入札幌站後就需要掉頭行駛。所以，就會出現白石站與札幌站之間二度走行的區間的情況，而車費中，就會有一個特例，就是當作在白石站轉乘，不計算白石站與札幌站的車費。可是，特急車券則不在此限。

#### 停車站
札幌站 - 岩見澤站 - 美唄站 - 砂川站 - 瀧川站 - 深川站 - 旭川站

#### 使用車輛、編組
超級神威號列車使用兩種型號的列車，分別是789系0番台和1000番台及785系。全列車為普通車，沒有綠色車廂。此外，在指定席車廂中，有額外的名稱，為u Seat。
進行直通運行的班次中，方向幕上會顯示「超級神威號 / 機場號（「SUPER KAMUI / AIRPORT」）」。此外，在列車側邊的方向幕中，789系列車是使用LED顯示，旭川站出發至札幌站到着後，顯示器會變為「快速機場號」。相反，在新千歲空港站出發至札幌站到着後，顯示牌會變為「L特急超級神威號」。而不是使用LED的785系中，就會一同顯示兩班列車而在途中不作轉變。

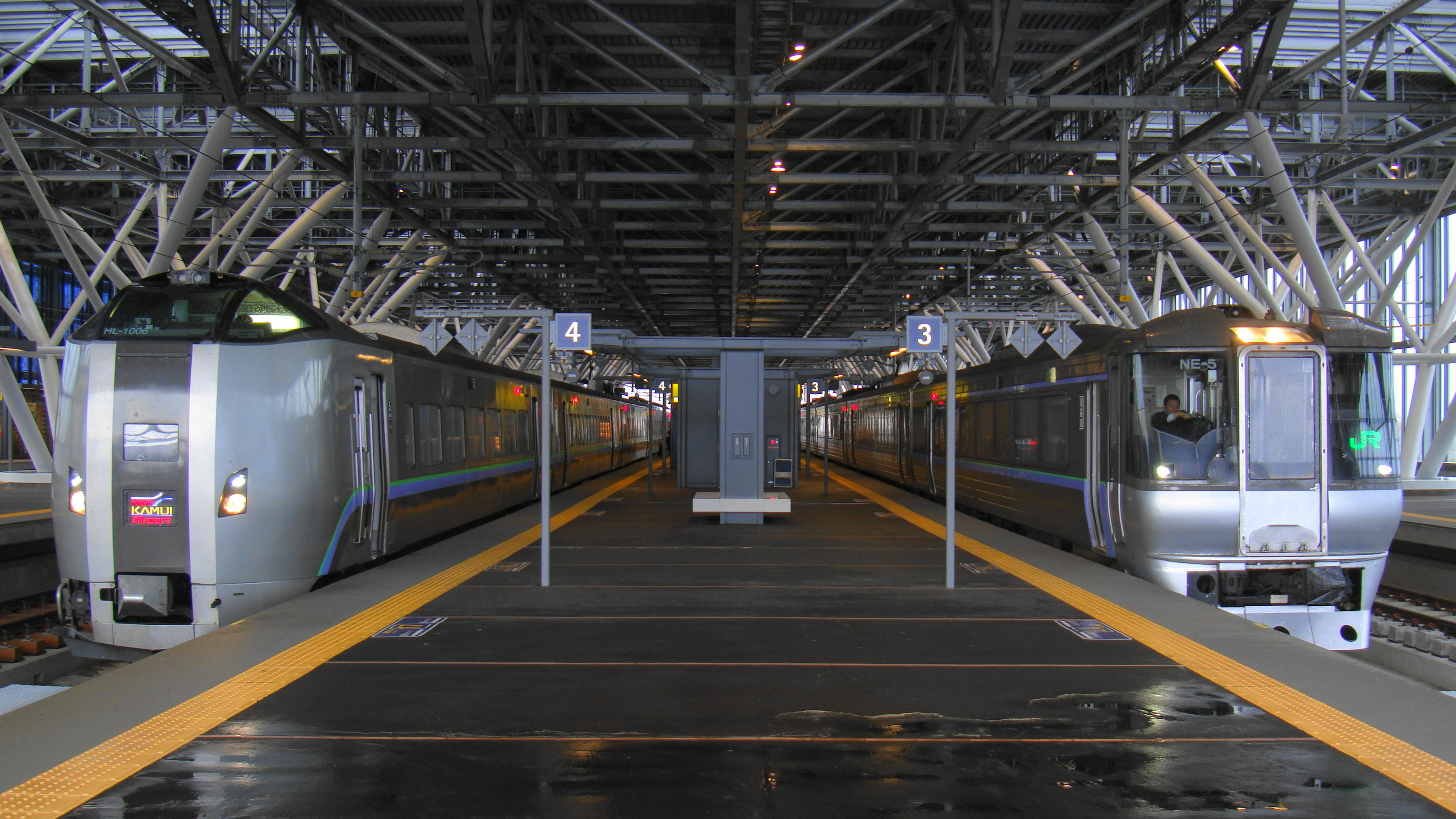
在旭川站的789系1000番台與785系
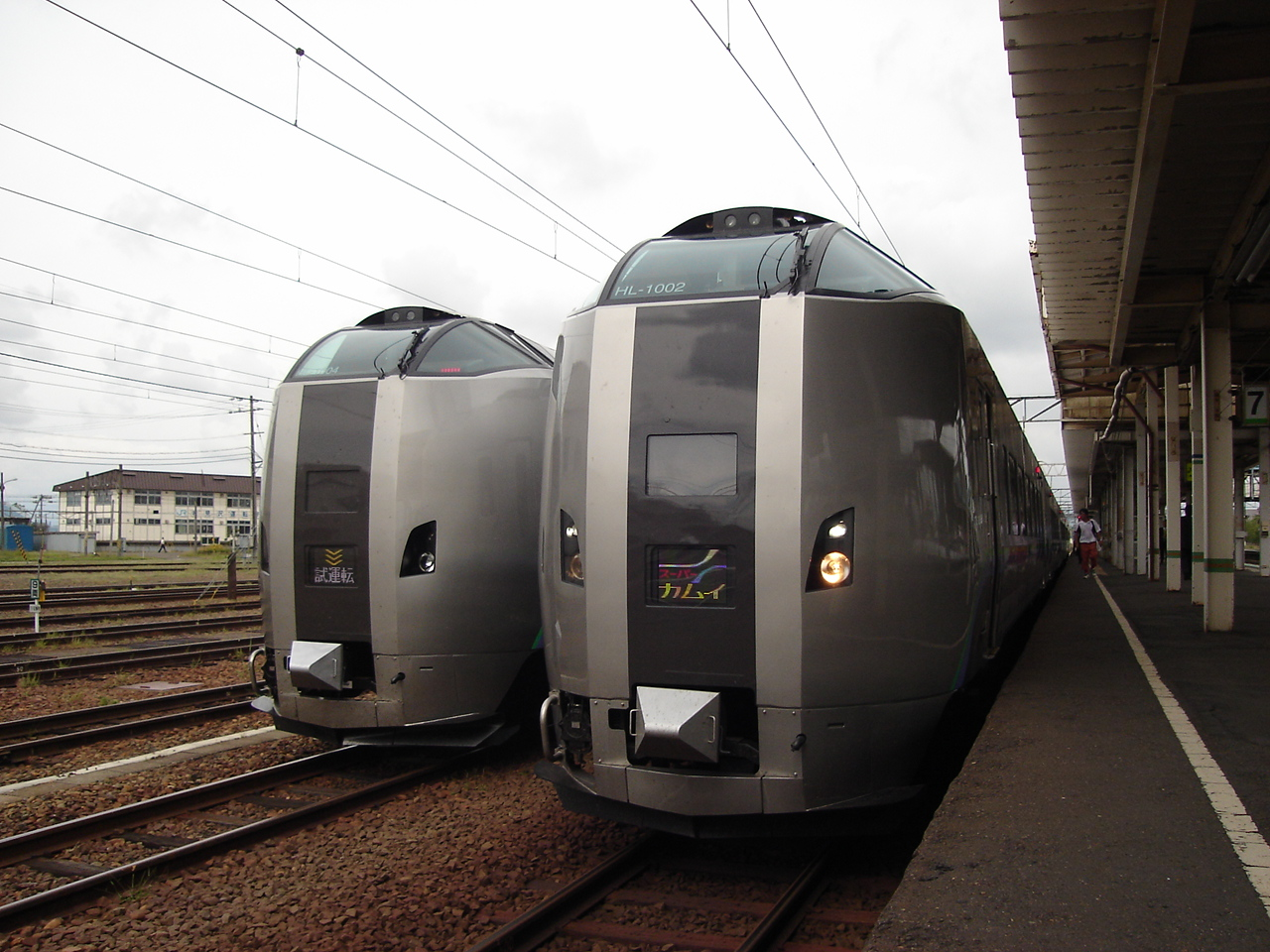
789系1000番台（2007年9月）
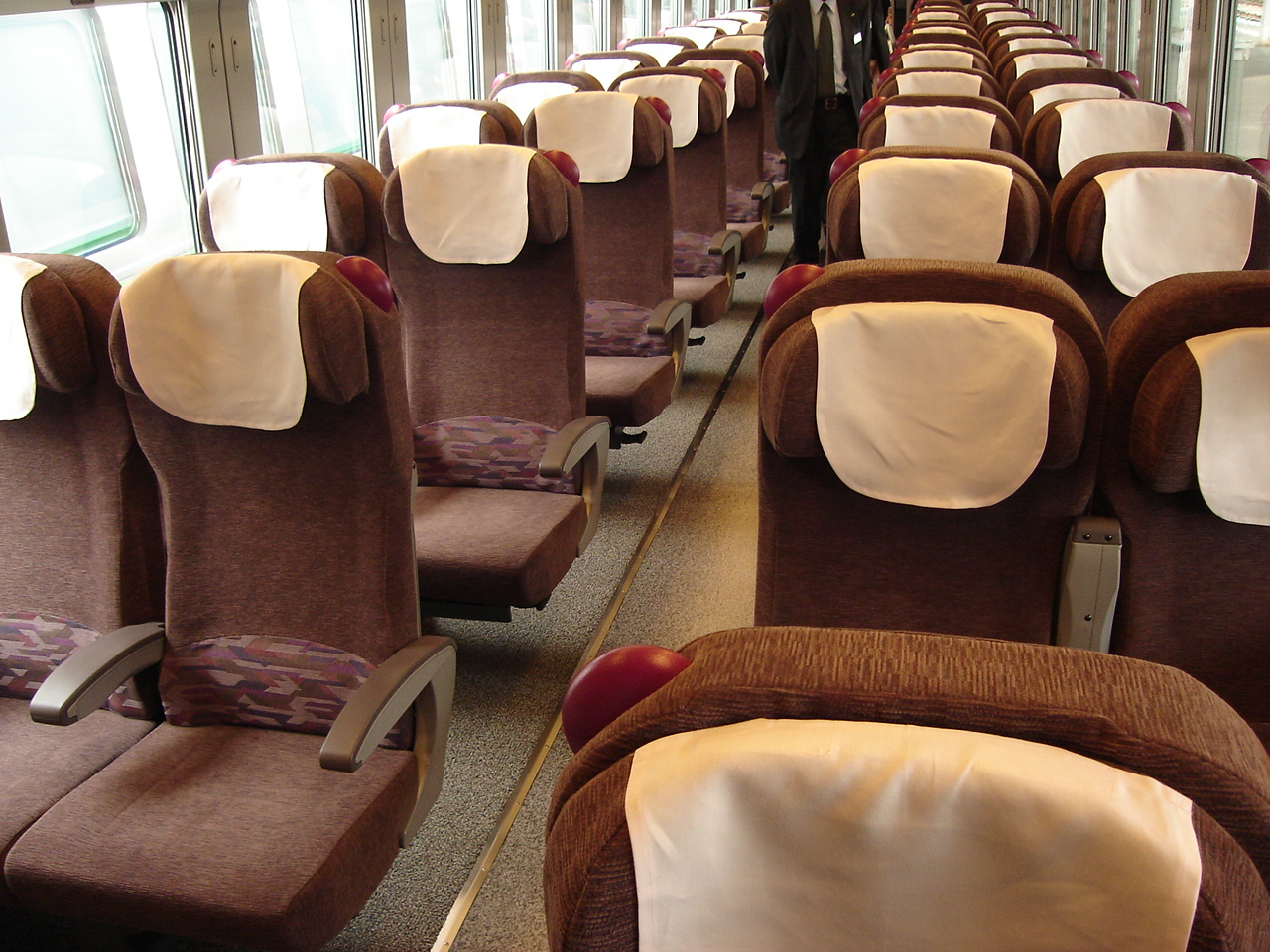
789系指定席（u Seat）車内（2007年9月）

## 道央都市之間的優等列車之歷史年表

### 戰後
- 1949年（昭和24年）9月15日：小樽站 - 旭川站之間運行的不定期準急列車2005/6列車開始運行。
- 1950年（昭和25年）10月1日：2005/6列車的運行區間由旭川站延長至宗谷本線名寄站。其中，延長區間是變成普通列車。
- 1951年（昭和26年）4月1日：2005/6列車升級至定期列車，名為「石狩」（いしかり）。行走小樽站與名寄站之間。
- 1954年（昭和29年）5月1日：行走函館站至小樽站至札幌站之間的急行列車「相思」與「石狩」中，小樽站與札幌站之間為重複區間，所以，「石狩」在札幌站以東與「相思」合併，「相思」的運行區變為函館站往小樽站至旭川站之間。此外，小樽站至旭川站之間的列車變為準急列車。
- 1956年（昭和31年）11月19日：「相思」的列車名從原本平假名拼寫的改為片假名拼寫的，但意義跟讀音並未改變。

### 準急「神威」與特急「大空」登場
- 1959年（昭和34年）9月22日：小樽站至旭川站/根室本線上蘆別站之間行走的柴油動車組準急列車「神威」開始營運。此外，「相思」列車升級至急行列車。
- 1960年（昭和35年）7月1日：「神威」列車，來往札幌站與旭川站之間的列車增加一班來回，變成每方向每日各開出2班。在營運初期會經根室本線行駛至富良野站。
- 1961年（昭和36年）10月1日：在一次大型的時間表修正後，有以下變更：
  1. 北海道最初的特急列車，行走室蘭本線與千歲線，來往函館與旭川之間「大空」開始營運(詳情參考大空號列車條目)。
  2. 「相思」與急行「鄂霍次克號」合併。
- 1962年（昭和37年）10月1日：「神威」列車，來往札幌站與旭川站之間的列車增加一班來回，變成每方向每日各開出3班。
- 1963年（昭和38年）12月1日：行走小樽站與增毛站之間的「增毛號」編入「神威」列車，變成每方向每日各開出4班。
- 1964年（昭和39年）3月20日：「神威」列車在富良野站出發與到達的班次變成獨立列車，名為「空知」。「空知」列車增加2班來回，所以變成每方向每日各開出3班。
- 1964年（昭和39年）10月1日：「神威」列車在名寄站出發與到達的班次增加，「神威」列車變成每方向每日各開出4班。此外，「空知」下行方向一班停運，變成下行2班與上行3班的列車。
- 1965年（昭和40年）10月1日：在一次時間表修正後，有以下變更：
  1. 「神威」列車在增毛站出發與到達的班次變成獨立列車，名為「增毛」。詳情參考「留萌本線」。
  2. 「空知」減至每方向每日各開出2班。
  3. 「神威」與「空知」減至每方向每日各共開出6班。
- 1966年（昭和41年）3月5日：準急制度改變，「神威」與「空知」升級至急行列車。
- 1966年（昭和41年）3月25日：「神威」中一班來回變為獨立列車，名為「名寄」。那時，「神威」行走區間為小樽/札幌站至旭川站之間，一日每方向開出5班。
- 1968年（昭和43年）10月1日：函館本線小樽站至瀧川站之間的電氣化工程完成，在時間表修正後，有以下變更：
  1. 小樽站至札幌站至瀧川站之間行走的「神威」中，下行4號與上行3號（列車編號 801M、802M）由711系行駛。柴油動車組「神威」中，變成一日每方向開出5班。
  2. 「空知」上行一班停運。
- 1969年（昭和44年）10月1日：瀧川站至旭川站的電氣化工程完成，以及在時間表修正後。「神威」除了一班來回外，所有班次使用電力動車組，共一日每方向開出8班。
  - 電力動車組「神威」的行駛區間延長至旭川站，所以札幌站與旭川站之間的電力動車組班次包括下行的1、2、3、4、5號、上行的1、4、5、7號（列車編號：801M、803M、805M、809M、811M、802M、808M、810M、816M）。

### 「幸風」登場
- 1971年（昭和46年）7月1日：在一次時間表修正後，有以下變更：
  1. 「神威」列車中，小樽站與旭川站之間的一班來回列車改名為「幸風」（さちかぜ）。
    - 「幸風」改為在札幌站至旭川站之間不停站，而在札幌站至小樽站就變為快速列車，停靠南小樽站、手稻站與琴似站。
    - 上行列車由旭川站在7:00出發，下行列車由札幌站在18:00出發，行駛區間長136.8km，需時1小時36分鐘。而表定速度是在國鐵急行列車中為最快：85.5km/h，此速度已達到特急列車的標準。
    - 此列車名稱曾在1957年至1958年間，使用在東京站至長崎站之間行駛的寢台特急列車。

  2. 「空知」來回一班列車停駛，只餘下小樽站→富良野站之間的下行列車。
- 1972年（昭和47年）3月15日：在一次時間表修正後，「神威」增加來回2班列車，變成每方向每日各開出10班。
- 1972年（昭和47年）10月2日：「空知」停運。

### 「石狩」登場
- 1975年（昭和50年）7月18日：急行「神威」和「幸風」升級至特急列車，L特急「石狩」開始營運，行走札幌站與旭川站之間（每日每邊開出7班）。
  - 原本預定在7月1日開始運行，但由於勞資糾紛的關係，延至7月18日才開始行駛。
  - 「石狩」是北海道第一款L特急列車，而北海道特急列車連結全車廂指定席的時代，在普通車有6卡，當中5卡是自由席。此外，當時是唯一一款日本國鐵晝間特急中設有綠色車廂的列車。此外，在對開7班中的對開1班是會直通運輸，轉為急行「幸風」。
  - 當時的列車方面，係使用在本州使用中的485系，但是會作一些改裝，成為485系1500番台，為北海道專用的特急形電力動車組。這車種可以在冬季中投入服務，列車有耐寒、耐雪性能，在冬天，不會由於天氣因素而常常發生故障。在下一季，編組數目減至4輛，以確保有足夠的後備列車，運行列車時間也減少以便有足夠的維修時間。
- 1979年（昭和54年）3月19日：在北海道專用，能在極寒冷地方使用的樣板列車：781系建造完成。「石狩」與在1年半後的「丁香」列車開始使用781系。

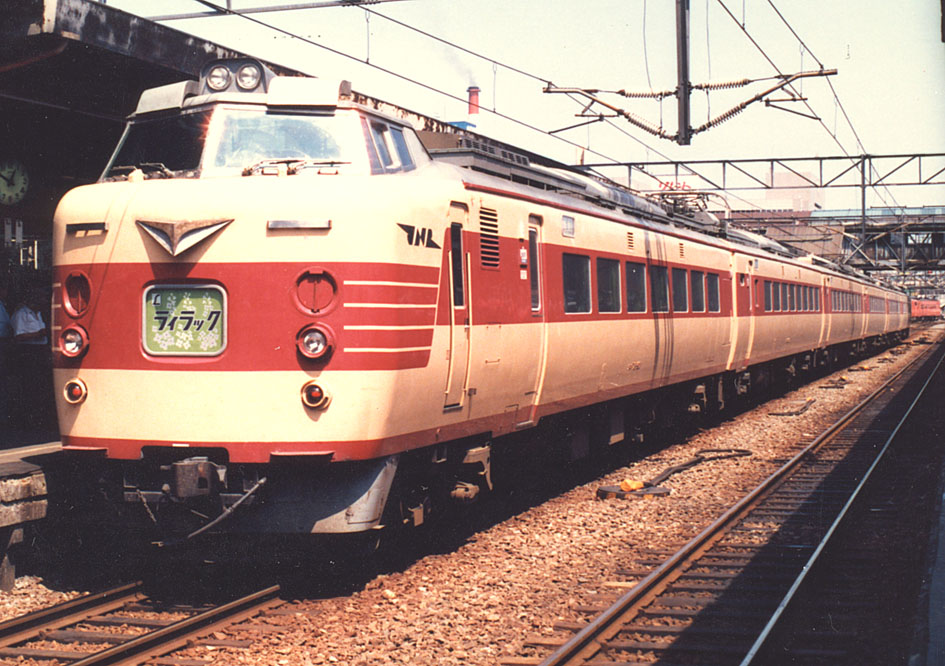
L特急「丁香」
（1986年 札幌站）

- 1980年（昭和55年）10月1日：室蘭本線/千歲線室蘭站 - 白石站之間的電氣化完成。千歲空港站（現在的南千歲站）啟用，在時間表修正中，有以下變更：
  1. 「石狩」的運行區間延長。行走室蘭站至札幌站至旭川站的L特急「丁香」開運。同日「石狩」停運。
    - 當初為每日對開9班，其中對開5班會行駛室蘭站 - 旭川站之間直通，室蘭站 - 札幌站之間、札幌站 - 旭川站之間各對開2班。
    - 此外，新設的千歲空港站 - 札幌站之間設有自由席特急收費，為800日圓乘車的特別企畫乘車券「機場接送車票」開始發售。

  2. 急行「增毛」停運。
- 1982年（昭和57年）11月15日：「丁香」加停新札幌站。
- 1984年（昭和59年）2月1日：急行「神威」、「名寄」與「丁香」，共增加3班對開。「丁香」列車在札幌站 - 旭川站之間每日對開10班。
- 1985年（昭和60年）3月14日：「丁香」加停東室蘭站 - 室蘭站之間的各站。

### 「丁香」、「白箭」與「超級白箭」

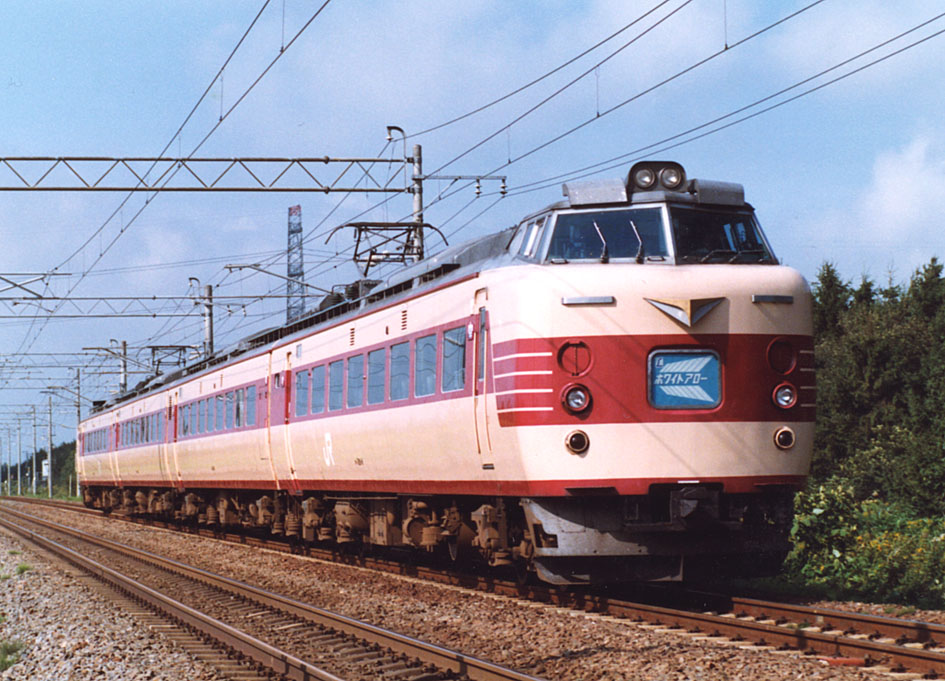
L特急「白箭」
（1990年 豐幌站）

- 1986年（昭和61年）3月3日：千歲空港站 - 札幌站 - 旭川站之間的「白箭」開始營運。
  - 特急「白箭」當時是使用781系行駛。千歲空港站 - 札幌站之間對開1班、千歲空港站 - 旭川站（經札幌站）之間對開1班、札幌站 - 旭川站之間對開1班。千歲空港站 - 旭川站之間的2、3號中途站加停札幌站。
  - 此外，「丁香」與「白箭」部分列車以4卡編組。
- 1986年（昭和61年）11月1日：在時間表修正中，有以下變更：
  1. 「丁香」增加在苫小牧站出發與到達的班次。
  2. 「丁香」與「白箭」所有列車以4卡編組。列車中，只有半個車廂使用為指定席，客量多時會增加車卡。
  3. 「白箭」中，大半之列車會在苫小牧站出發與到達。
  4. 「白箭」改變為L特急。
  5. 急行「神威」列車停運，與當中以柴油動車組每日對開1班的「空知」分離。「空知」是行走札幌站 - 富良野站/新得站之間，在函館本線內的急行列車。
- 1987年（昭和62年）10月1日：「白箭」增停岩見澤站與瀧川站。
- 1988年（昭和63年）3月13日：在時間表修正中，有以下變更：
  1. 「丁香」所有列車都在千歲空港站出發與到達。
  2. 「神威」的終點站都設定在旭川站。
急行「神威」、「空知」（第2代）的停車站
札幌站 - 野幌站 - 江別站 - 岩見澤站 - 美唄站 - 奈井江站 - 砂川站 - 瀧川站 - 江部乙站 - 妹背牛站 - 深川站 - 納內站 - 旭川站
    - 不同的列車會在停車站上有所不同。
    - 「空知」是在瀧川站進入根室本線，經富良野站到達新得站，在瀧川站後以普通列車運行。「神威」部分延長列車會進往小樽站，至在札幌站 - 手稻站/小樽站之間會變成普通列車。
- 1988年（昭和63年）11月3日：「白箭」增停深川站。
- 1990年（平成2年）785系「超級白箭」
（1990年9月 旭川站）

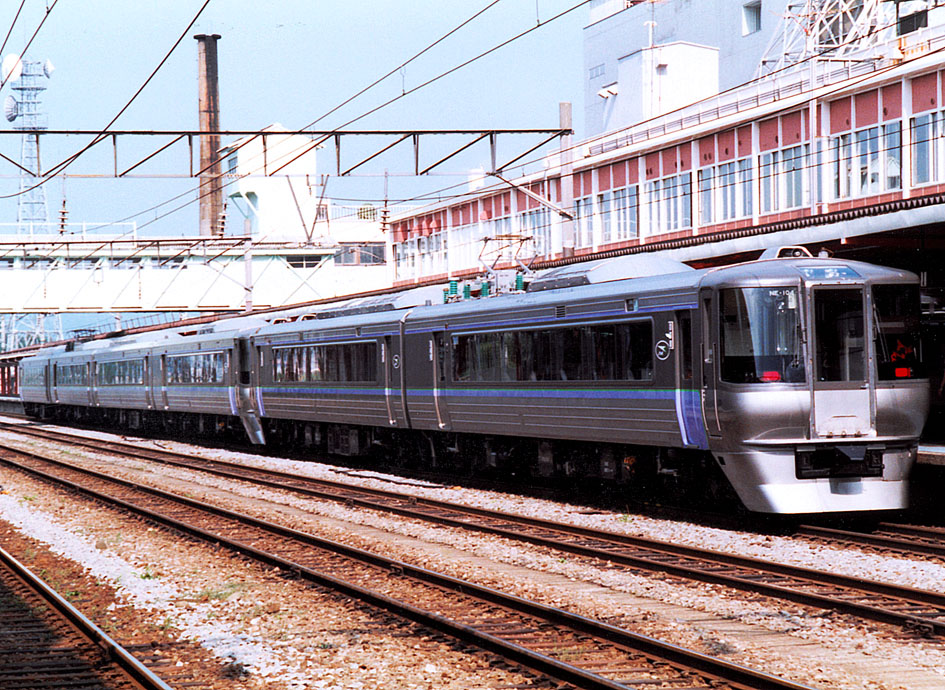
785系「超級白箭」
（1990年9月 旭川站）

- 1990年（平成2年）9月1日：新型車種785系開始使用，有以下改變：
  1. 在「白箭」中使用新型車輛會改名為「超級白箭」。行駛區間變為札幌站與旭川站之間。每日對開13班。
  2. 急行「空知」與「丁香」統合。都是由旭川站始發列車，在往札幌站的最終列車中，會使用785系6卡編組。
- 1990年（平成2年）10月1日：只在星期一服務，行走札幌站 - 旭川站之間的臨時特急「早晨特快」開始運行。
- 1992年（平成4年）7月1日：新千歲機場站啟用，有以下變更：
  1. 「丁香」的行走區間變為新千歲機場站/札幌站 - 旭川站之間，而原本「丁香」，行走室蘭站與札幌站之間的列車改名為「鈴蘭」列車。
  2. 「丁香」每日對開10班，而新千歲機場站 - 札幌站之間的快速「機場」開始運行。
    - 當時，「丁香」每日對開14班、「超級白箭」每日對開13班。
- 1994年（平成6年）3月1日：在星期一服務的「早晨特快」改變為季節列車。
- 1998年（平成10年）4月11日：785系在「丁香」的定期服務結束。「早晨特快」編入「丁香」列車中。所以，「丁香」每日對開12班、「超級白箭」每日對開15班。
- 2001年（平成13年）7月1日：「丁香」的指定席命名為u Seat。
- 2002年（平成14年）3月16日：在時間表修正後有以下變更：
  - 「超級白箭」行走區間改為新千歲機場站 - 札幌站 - 旭川站。而「丁香」則改為札幌站 - 旭川站。
  - 「超級白箭」的編組，改為由自由席車4輛與u Seat車1輛，共5輛統一編組。「超級白箭」增停美唄站。
- 2004年（平成16年）3月13日：「超級白箭」全車禁煙。終點站：旭川、札幌到站的廣播自動化。
- 2006年（平成18年）3月18日：夜行特急「利尻」與「鄂霍次克號」9、10號的季節列車變更。所以「丁香」與「超級白箭」能增加班次。

### 「超級神威號」登場

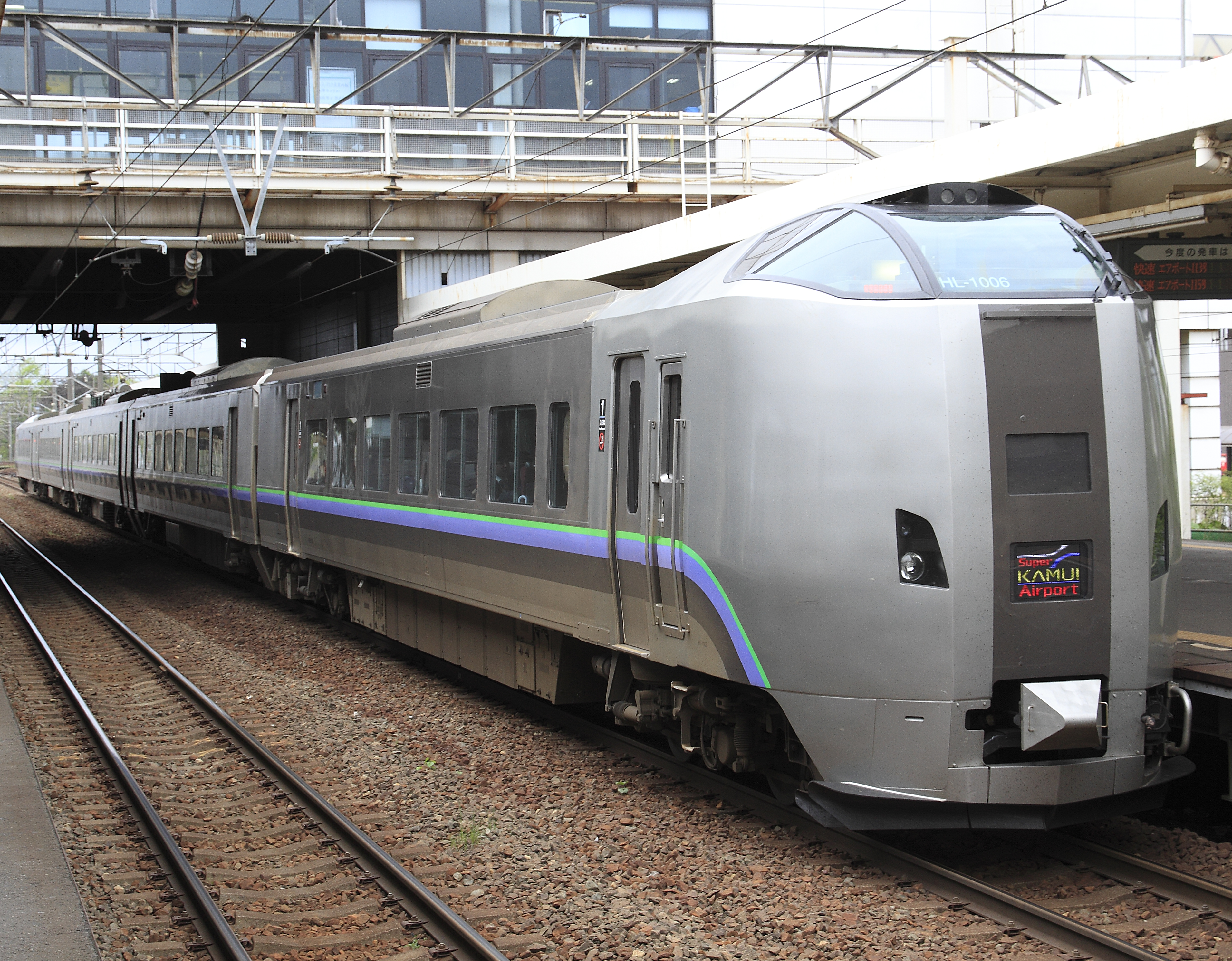
快速「機場號」與特急「超級神威號」
（2011年5月23日 南千歲站）

- 2007年2月14日：由於同年10月會在「丁香號」列車開始使用789系電車（1000番台）（取代781系）。札幌站 - 旭川站之間特急列車會提升至130km/h，所以要統一列車的名稱。同日，開始新列車的愛稱公開招募[12]。
- 2007年4月28日：使用Kiha183系柴油動車組運行，行走札幌站與旭川站之間的「旭山動物園號」開始運行[13][14]。
- 2007年5月9日：新的列車名稱定為「超級神威號」[11]。
- 2007年9月30日：「丁香號」與「超級白箭號」最後一日營運。
- 2007年10月1日：「丁香號」與「超級白箭號」合併為「超級神威號」。「超級神威號」所有列車使用785系新裝與789系1000番台，最高時速為130km/h。
- 2009年10月1日：札幌站 - 旭川站之間的「超級宗谷」1號→「旭山動物園號」、「超級神威」3號→「超級宗谷」1號與「旭山動物園號」→「超級神威」5號的運行時間改變，「超級宗谷」1號在札幌於7:48出發[15]，「旭山動物園號」在札幌站出發時間為8:30，在旭川站於10:07到達[16]。札幌站 - 旭川站之間的「超級神威號」，所有下行列車的所需時間定為1小時20分鐘。
- 2010年1月29日：函館本線由旭川出發往札幌特急「超級神威」24號發生與卡車相撞，有25名乘客受傷[17]。
- 2010年12月4日：「超級神威號」減少對開4班。此外，「超級神威」21號與「佐呂別號」統一班次[18]。

### 「神威號」、「丁香號」
- 2017年3月4日：隨JR年度運行圖調整，札幌至旭川間的特急列車作以下變更。同時廢止「L特急」的列車種別称呼[3][19][20][21][22]。
  - 停用「超級神威號」列車名稱。
  - 共由23往復班次增發至24往復。
  - 使用789系0番台的班次（14往復）更名爲「丁香」。
  - 使用789系1000番台的班次（10往復）更名爲「神威」。
  - 不再使用785系行駛。

### 列車名的由來
- 「相思」（「あかしや」、「アカシヤ」） - 由於沿線地帶有許多相思樹。
- 「旭山動物園號」 - 由於主要是運載乘客前往旭川站後，來轉乘巴士至旭山動物園。
- 「石狩」 - 運行地帶位於石狩川附近。
- 「幸風」 - 是一個頗抽象的名稱，可以是說「運載幸福的風」。
- 「超級白箭」 - 來自之前的急行列車「神威號」，由於此列車是使用高速特急車輛，所以就加上「超級」兩字。
- 「空知」 - 目的地位於空知地區。
- 「名寄」 - 目的地位於名寄市。
- 「增毛」 - 目的地位於增毛町。
- 「早晨快速」 - 是一個頗抽象的名稱，可以是說「朝早運行的（特別）急行列車」。因為只在星期一運行，所以客源都只是一些商務旅客。

## 外部連結
- JR北海道-神威號 （页面存档备份，存于）
- JR北海道-丁香號 （页面存档备份，存于）
- JR北海道-旭山動物園號 （页面存档备份，存于）